# 獻給在法國的無名英國士兵
《獻給在法國的無名英國士兵》（英語：To the Unknown British Soldier in France）是愛爾蘭藝術家威廉·奧爾彭於1923年至1927年期間創作的一幅布面油畫，以紀念巴黎和会為主題。該作品現由帝國戰爭博物館收藏。

## 背景

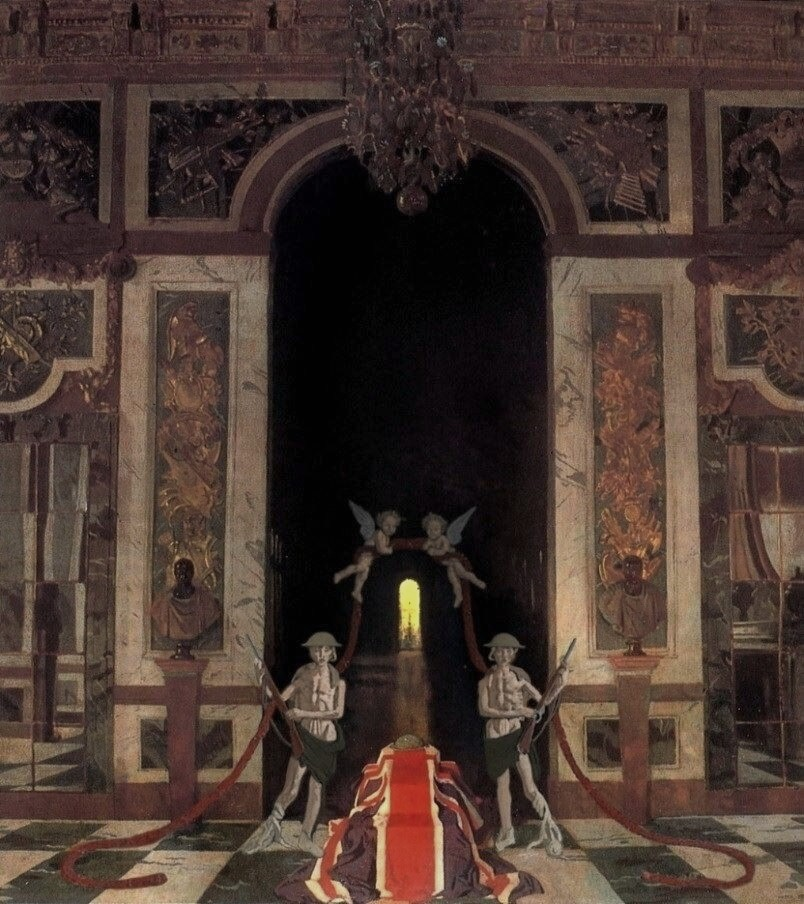
《獻給在法國的無名英國士兵》在1923年的原始版本

奧爾彭是1917年第一批被英國信息部選為戰爭藝術家的畫家之一。並在前線戰場中藉由繪畫中捕捉戰爭的實際場面。也是任命於參與巴黎和會的官方畫家，他受到政府委託繪製三幅以巴黎和會的為主題的畫作，來記錄會議上關於政治家、外交官和軍方的角色，費用為6,000英鎊，這其中也包括另外兩幅作品《奧賽碼頭的和平會議》和《凡爾賽鏡廳的和平簽署》的誕生。
從1917年起，奧爾彭一直在為這三幅作品要描繪的人物製作油畫素描和油畫，其中一些作品得以保存下來。根據奧爾彭的說法，油畫素描的總數是30幅。整體構圖的草圖似乎也存在。然而由於在戰爭期間於法國目睹著苦難的影響，外加隨著會議的進行，他對戰爭理想的願景也感到破滅了。對奧爾彭而言，那些戰鬥過並失去生命的人就好像被高層政治所拋棄和遺忘。
《獻給在法國的無名英國士兵》最初的構思，是以凡爾賽宮和平大廳裡呈現一群弔念的士兵和政治家的情景，隨著創作者對畫作的重新更改。畫中的角色最後僅留下兩名士兵。在後來的修改中，士兵的角色被刪除，因而呈現現貌，然而曾繪製士兵的筆跡區域到至今依然仍清晰可見。

## 主題
《獻給在法國的無名英國士兵》尺寸為 154.2× 128.9厘米（60.7 × 50.7 英寸）。畫中主題展示一個裝有無名戰士遺體的棺材，安葬於凡爾賽宮的大理石大廳，上面覆蓋著聯合傑克旗，該士兵的頭上戴著布洛迪鋼盔，上方懸掛著一盞枝形吊燈。一條黑暗的走廊延伸至棺材後方，可以看到光暈從遠處的另一個門口出現，並將視線引向畫面前景，隱隱約約呈現一個十字架的輪廓。棺材的所在地點是位於凡爾賽宮的和平大廳，後面的鏡廳通向戰爭大廳。修改前的版本中，奧本在畫中曾繪製兩名瘦弱、半裸的士兵組成的儀隊，他們拿著步槍，身上則裹著類似於破毯子的破舊腰布。後方則有著兩個小天使，並拿著垂到地板上的花環。
布洛迪鋼盔和旗幟的簡潔形成鮮明對比。奧爾彭在這張作品中除了是向將生命留在法國的普通士兵的敬意，同時也間接代表數千萬人的損失和死亡。
1923年，完成的作品首次在皇家學院夏季展覽會上展出。並成為最受公眾歡迎的展品之一，然而該畫作卻遭到評論家的攻擊，認為它「品味低劣」。帝國戰爭博物館以不符合委託條件為由，拒絕接受該作品。
1928年，修改後的畫作捐贈給帝國戰爭博物館，以紀念已故的第一代黑格伯爵道格拉斯·黑格。

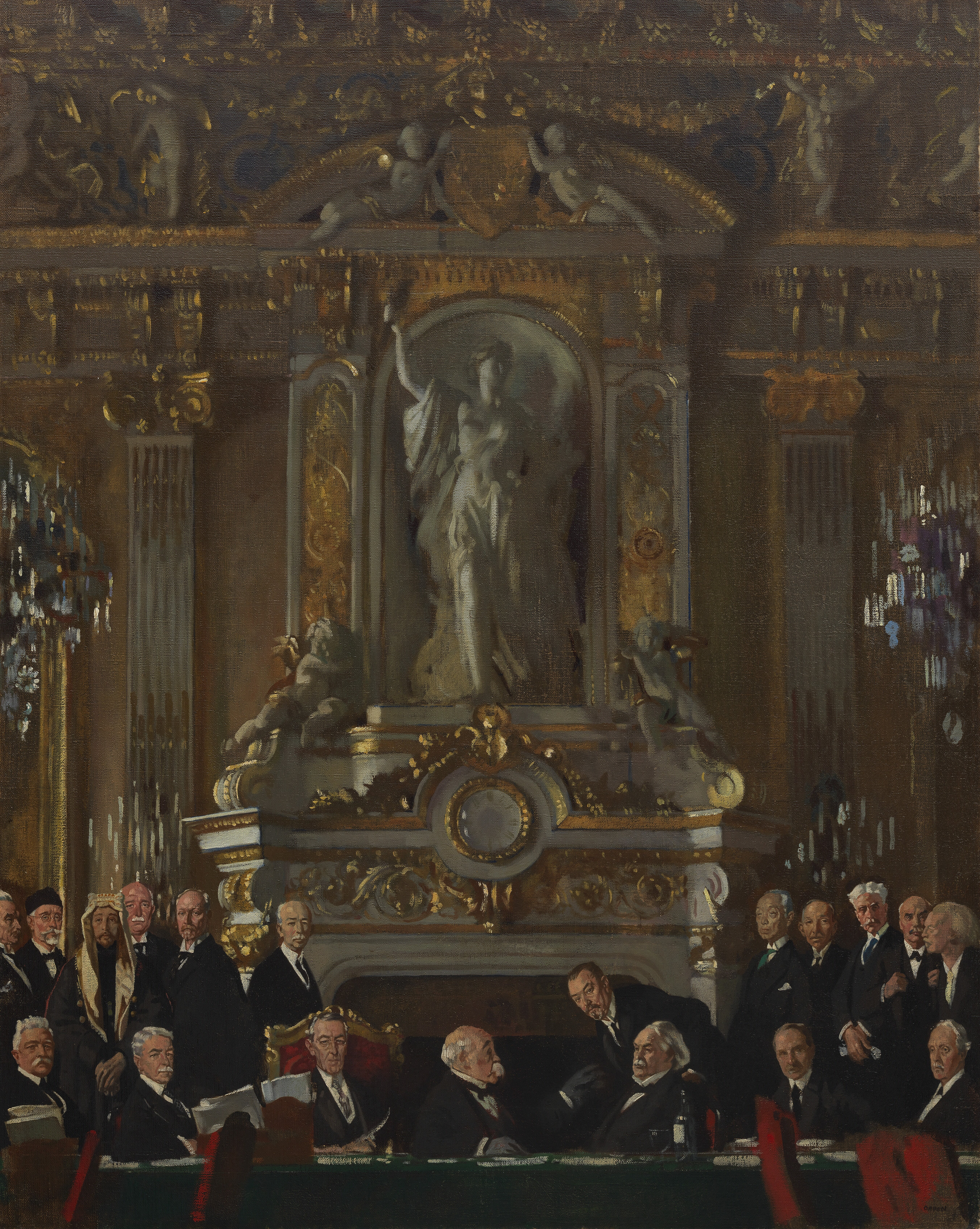
《奧賽碼頭的和平會議（英语：A_Peace_Conference_at_the_Quai_d%27Orsay）》
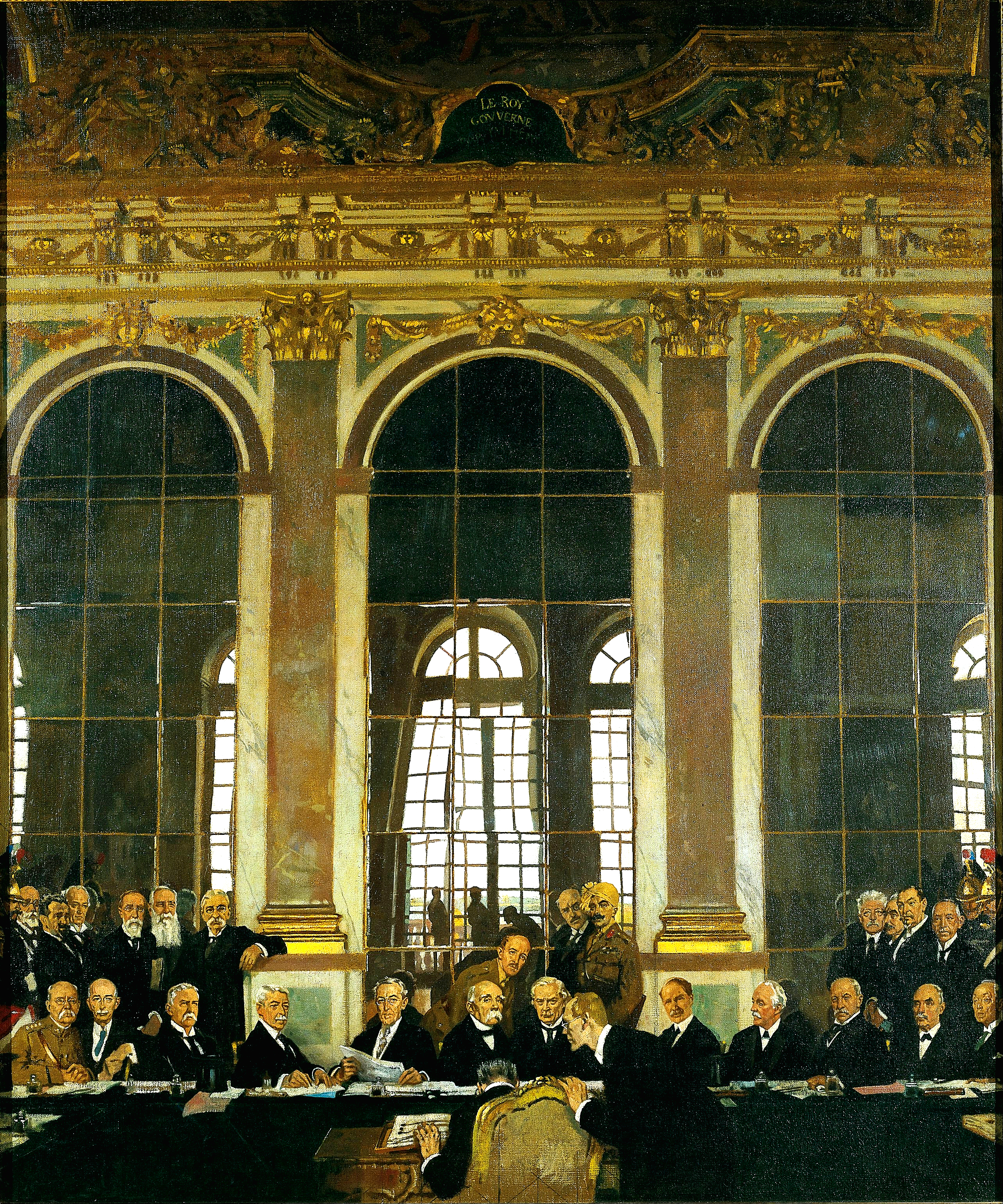
《凡爾賽鏡廳的和平簽署（英语：The_Signing_of_Peace_in_the_Hall_of_Mirrors）》。
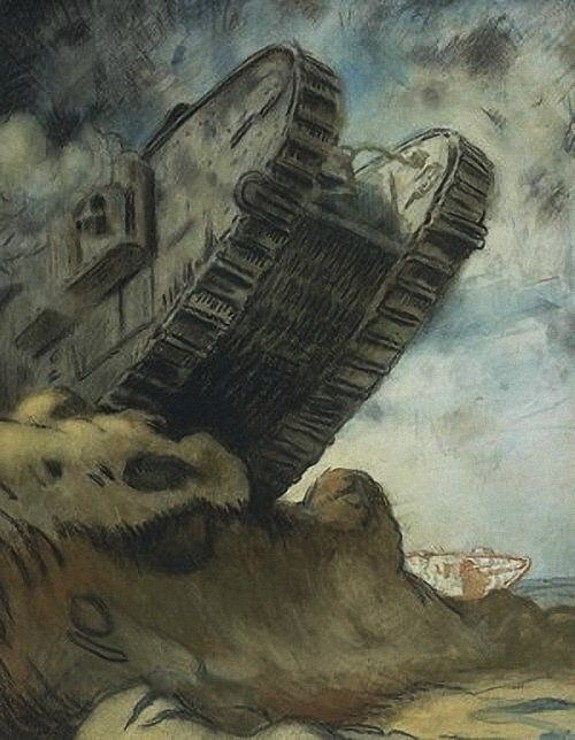
《坦克》，1917年

## 外部連結
- Reconstructing the Body: Classicism, Modernism, and the First World War, Ana Carden-Coyne, p.153
- Ireland and the Great War, Keith Jefferyp.86-90